# ヴィンチェンツォ・ヴィヴィアーニ

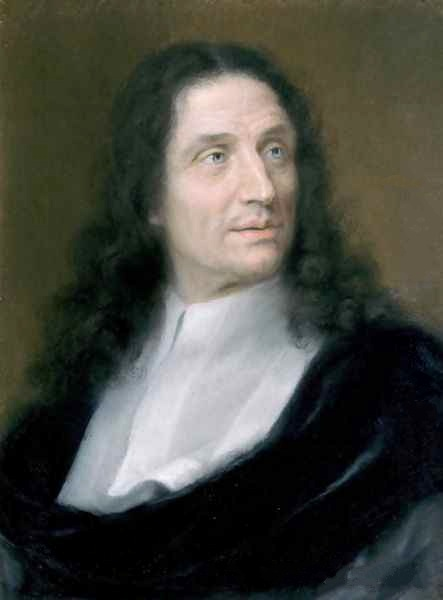
ヴィンチェンツォ・ヴィヴィアーニ

ヴィンチェンツォ・ヴィヴィアーニ （Vincenzo Viviani、1622年4月5日フィレンツェ - 1703年9月22日フィレンツェ） は、イタリアの数学者、科学者である。
トリチェリの弟子であり、軟禁状態にあった晩年のガリレオの助手として働き、ガリレオの伝記を書いた。音速の測定などをおこなった。 

## 生涯
フィレンツェに生まれた。イエズス会の学校に学び、大公フェルディナンド・デ・メディチから数学の本を購入する資金を与えられた。エヴァンジェリスタ・トリチェリの生徒となり、物理学と幾何学を学んだ。1639年、17歳のときに軟禁状態のガリレオの助手として派遣され、1642年のガリレオの死まで仕えた。1655年から1656年にわたって、ガリレオの最初の伝記を執筆した。
1647年のトリチェリの死後、フィレンツェの美術アカデミー （Accademia dell'Arte del Disegno di Firenze）のメンバーを継いだ。またヴィヴィアーニはアカデミア・デル・チメント（実験のアカデミー）の創立メンバーとなった。 
1660年に、ヴィヴィアーニはジョヴァンニ・ボレリと共に、音速を測定する実験を行った。距離を置いた大砲の閃光と発射音の到達時間の違いから毎秒350mの値を得た。それまでにフランスのピエール・ガッサンディが求めた値478m/秒より正確な値であった。
1666年までに彼の数学者としての評判は高まり、ルイ14世やポーランド王ヤン2世から招きをうけるが、彼を失うことを恐れた大公は王廷数学官の地位を与えてひきとめた。1696年王立協会フェロー選出。

## 日本語文献
- 『ガリレオ・ガリレイの生涯 他二篇』 田中一郎訳、岩波文庫、2023年。ISBN 9784003395516
他は「メディチ家のレオポルド殿下への手紙」「最晩年のガリレオについての報告」